# Tisovec (evropsky významná lokalita)
Tisovec je evropsky významná lokalita vyhlášená v roce 2009 a od roku 2018 chráněná jako přírodní památka. Lokalita je zahrnuta do soustavy Natura 2000. Chráněné území leží v západním Krušnohoří u Kraslic v okrese Sokolov v Karlovarském kraji. Území je rovněž geologickou lokalitou Geoparku Egeria, části Česko-bavorského geoparku.
V květnu 2014 navrhl Městský úřad v Kraslicích vyhlášení lokality Přírodní památkou.
S účinností od 3. února 2018 vyhlásila Rada Karlovarského kraje lokalitu přírodní památkou.
Předmětem ochrany je vegetace druhotných vřesovišť a stanovišť s výskytem terestrických (rostoucích na půdě) a saxikolních (rostoucích na kamenech) druhů lišejníků.

## Popis oblasti
Lokalita se nachází v západní části geomorfologického celku Krušné hory, podcelku Klínovecká hornatina, okrsku Jindřichovická vrchovina. Leží na západním a jihozápadním svahu vrchu Tisovec (807 m), nad levým břehem Bublavského potoka, přibližně 2,5 km severně od Kraslic v katastrálních území Tisová u Kraslic a Bublava.

### Geologie
Horninový podklad širšího okolí tvoří fylity, v chráněném území převažuje kvarcitický fylit a kvarcit, často s výchozy deskovitě odlučného kvarcitu. Při hercynském vrásnění a pronikání žulového magmatu bylo ložisko vícekrát metamorfováno. V minulosti zde probíhala těžba rudních těles s převládající rudou mědi chalkopyritem.

### Hornictví
Rudní revír v okolí osady Tisová pod svahy vrchu Tisovec patřil k významným historickým ložiskům těžby mědi v českých zemích. Stalo se ekonomickou základnou královského horního města Kraslice, jemuž v roce 1370 poskytl privilegia císař Karel IV. Nejbohatší rudní polohy obsahovaly 1,0 až 1,8 % mědi. Hlavní rudou mědi byl chalkopyrit doprovázený rudou zinku sfaleritem a rudou olova galenitem. Chalkopyrit měl příměsi stříbra a zlata, vyrobený rudní koncentrát obsahoval až 200 ppm stříbra, které bylo získáváno v hutích jako vedlejší produkt. Okolo bývalých hutí v údolí Bublavského potoka se nacházejí haldy strusek po tavení rud. Dolování zažilo rozkvět v 15.–17. století, v období kdy Kraslice náležely Šlikům a Šumburkům. Od poloviny 17. století začalo dolování rud upadat. Nové bilanční zásoby rud byly objeveny geologickým průzkumem v roce 1950. V období 1960–1973 bylo vytěženo 561 tisíc tun rudy s průměrným obsahem 0,94 % mědi. Roku 1994 byla těžba ukončena. Od vrcholových partií vrchu Tisovec se až do údolí Bublavského potoka rozkládají četné haldy. Historické dobývání připomínají ústí starých štol, většinou propadlých a zavalených.

### Flóra a fauna
Území je částečně zalesněno a částečně zarostlé náletovými dřevinami. Převládají bříza bělokorá (Betula pendula), borovice lesní (Pinus sylvestris), jeřáb ptačí (Sorbus aucuparia), javor klen (Acer pseudoplatanus) a smrk ztepilý (Picea abies). Bylinné patro je tvořeno především keříčky vřesu obecného (Calluna vulgaris), brusnice borůvky (Vaccinium myrtillus) a brusnice brusinky (Vaccinium vitis-idaea). Na území roste řadu řada rostlin, včetně druhů tolerantních k vysokému obsahu kovů v substrátu. Zvýšené množství kovů má za následek pomalejší růst vřesoviště, čehož využívá množství konkurenčně slabých druhů lišejníků. Typickým druhem na vřesovištích je pukléřka islandská (Cetraria islandica).
Z fauny je na opuštěných rudních haldách hojný výskyt ještěrky živorodé (Zootoca vivipara) a v návaznosti na existenci zimovišť ve starých důlních dílech je zde potvrzován výskyt netopýra vodního (Myotis daubentonii).

## Fotogalerie

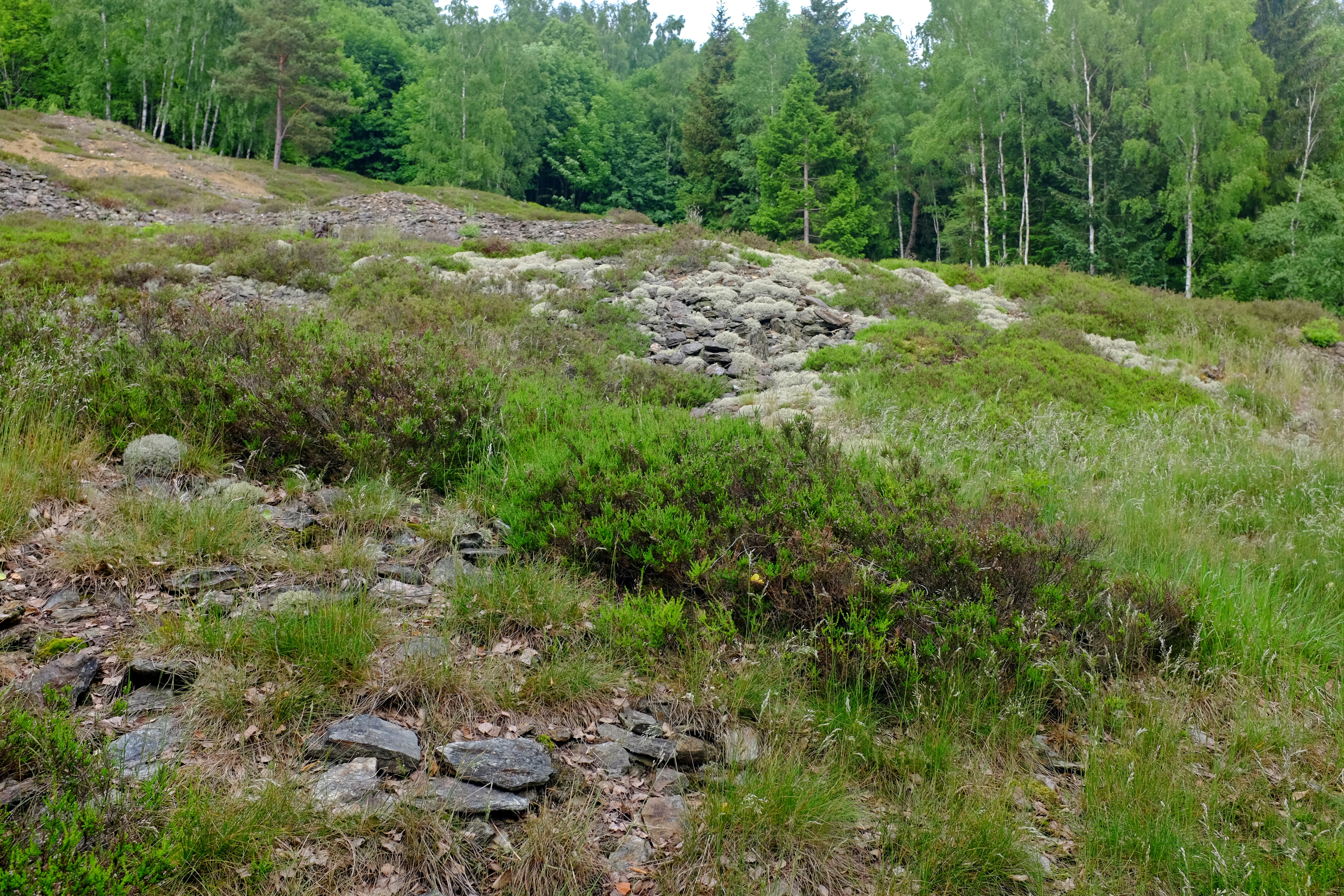
Odvaly porostlé vřesem a borůvčím
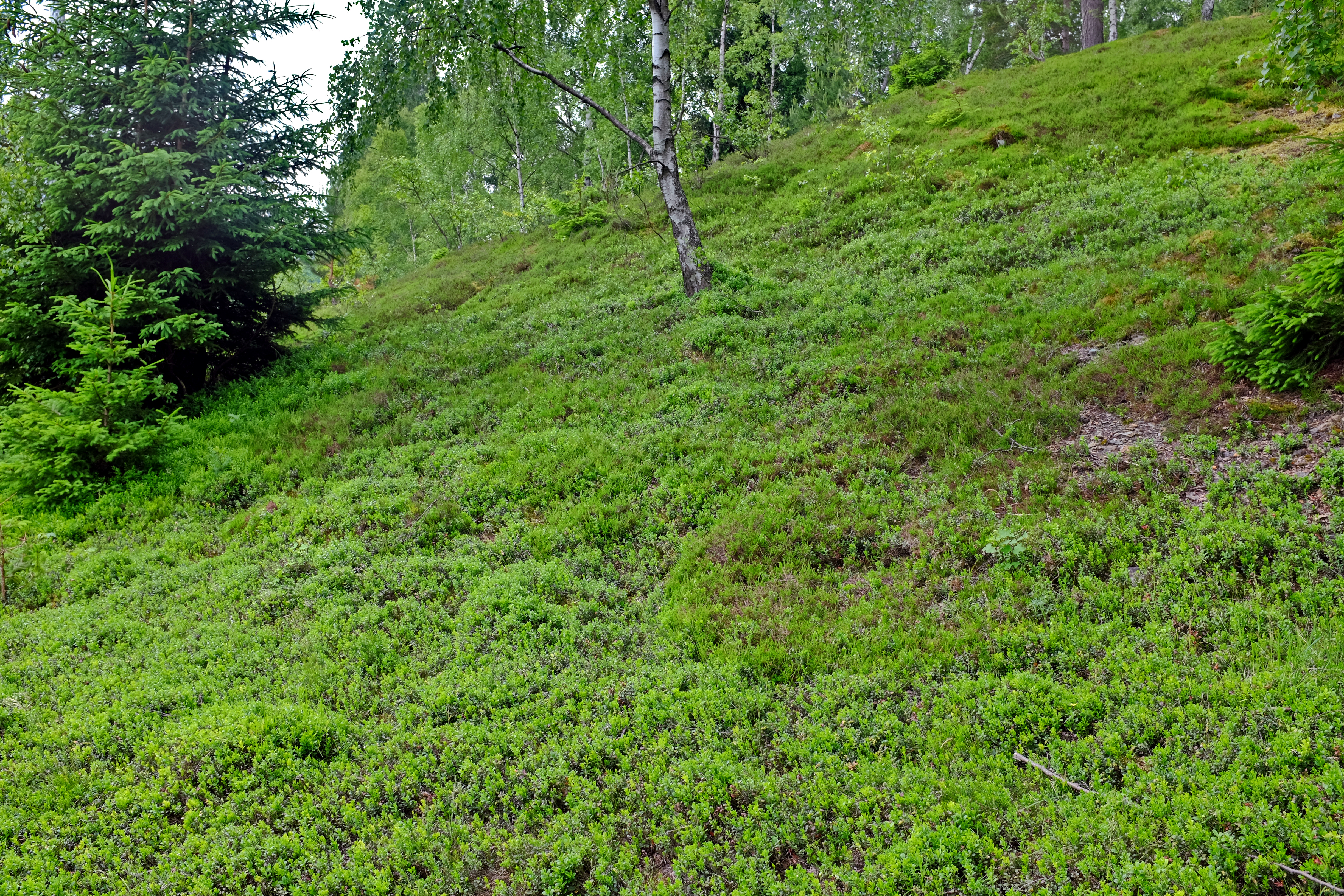
Porosty borůvčí na haldách
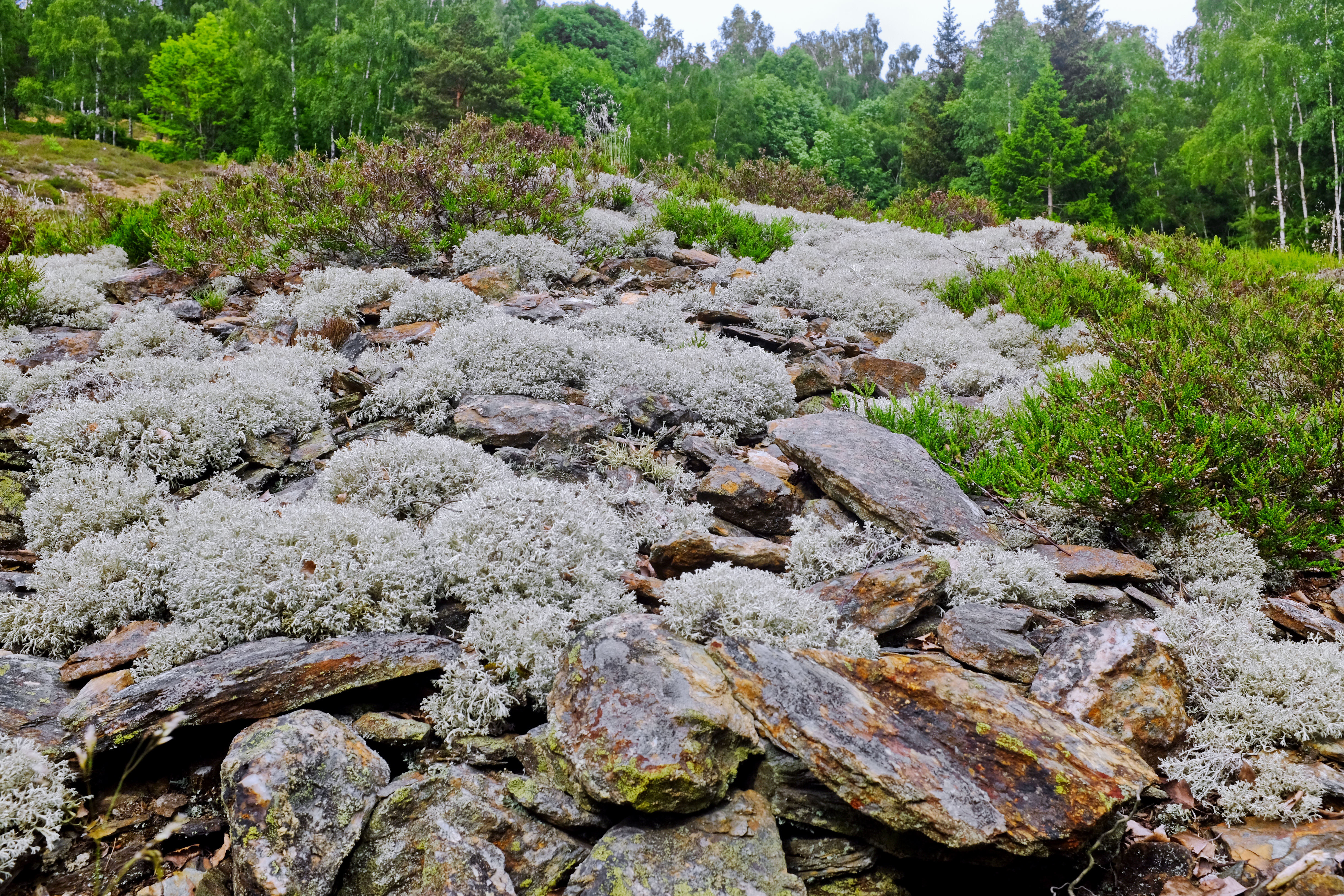
Kameny s porosty lišejníků
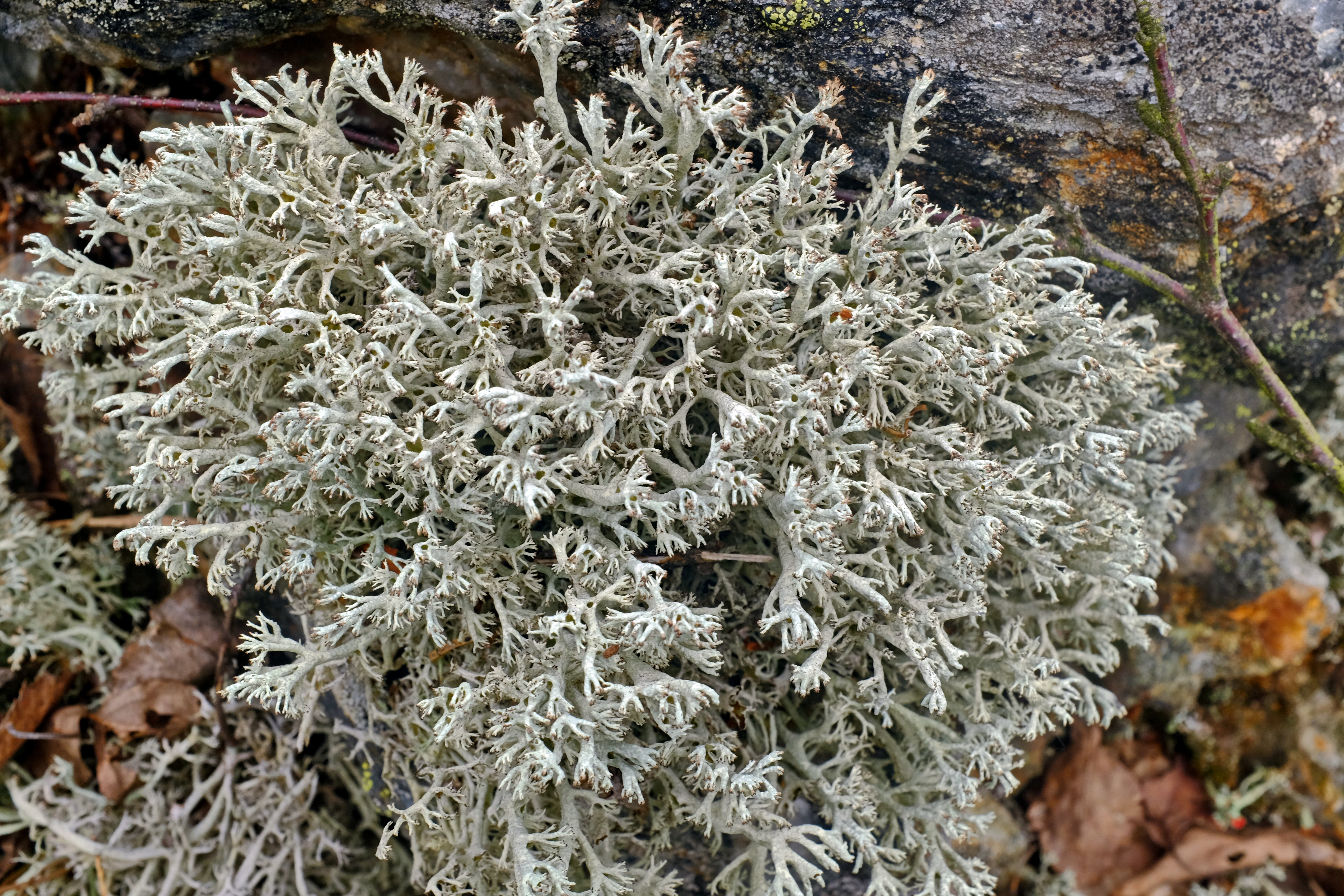
Detail lišejníku
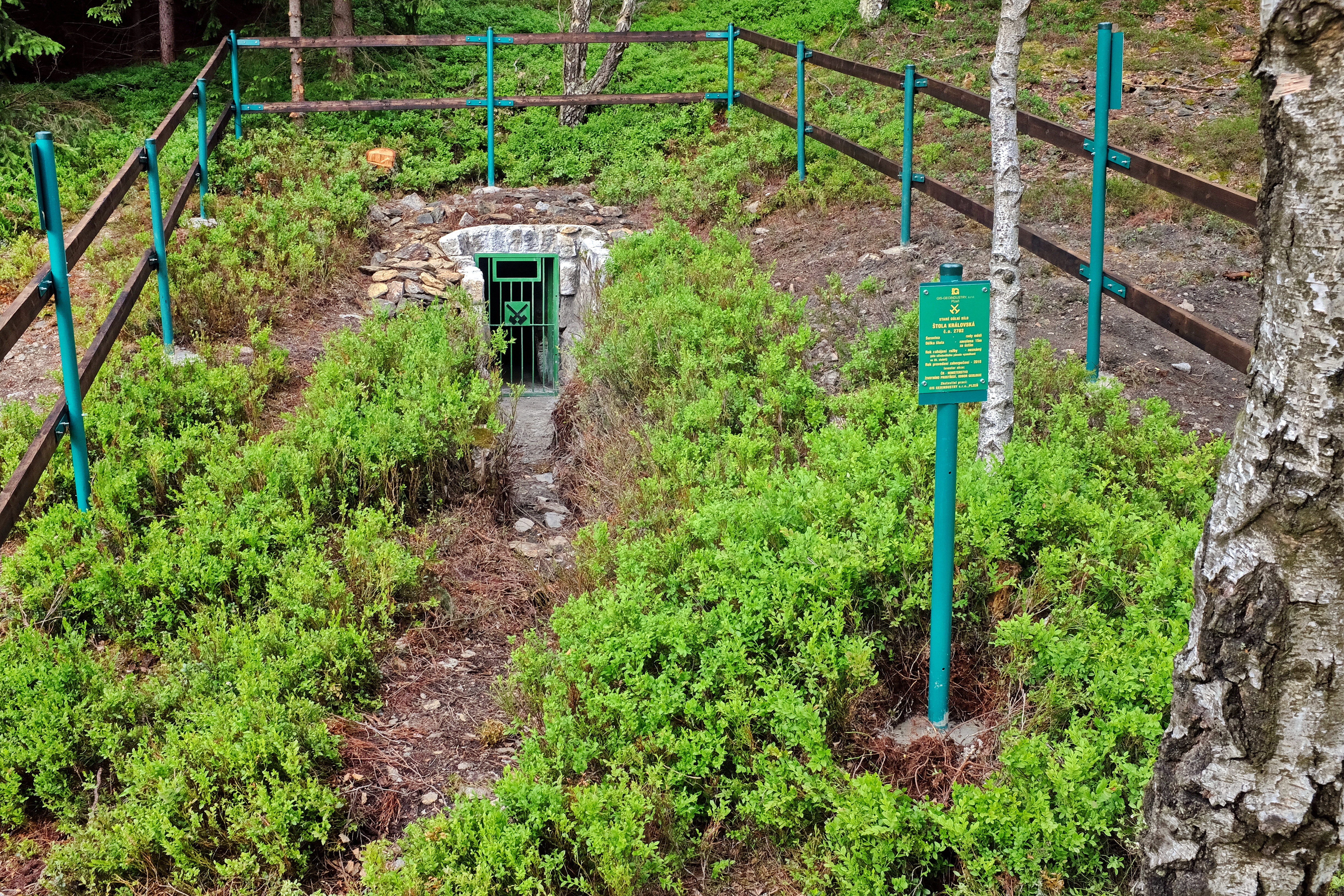
Obnovené ústí Královské štoly
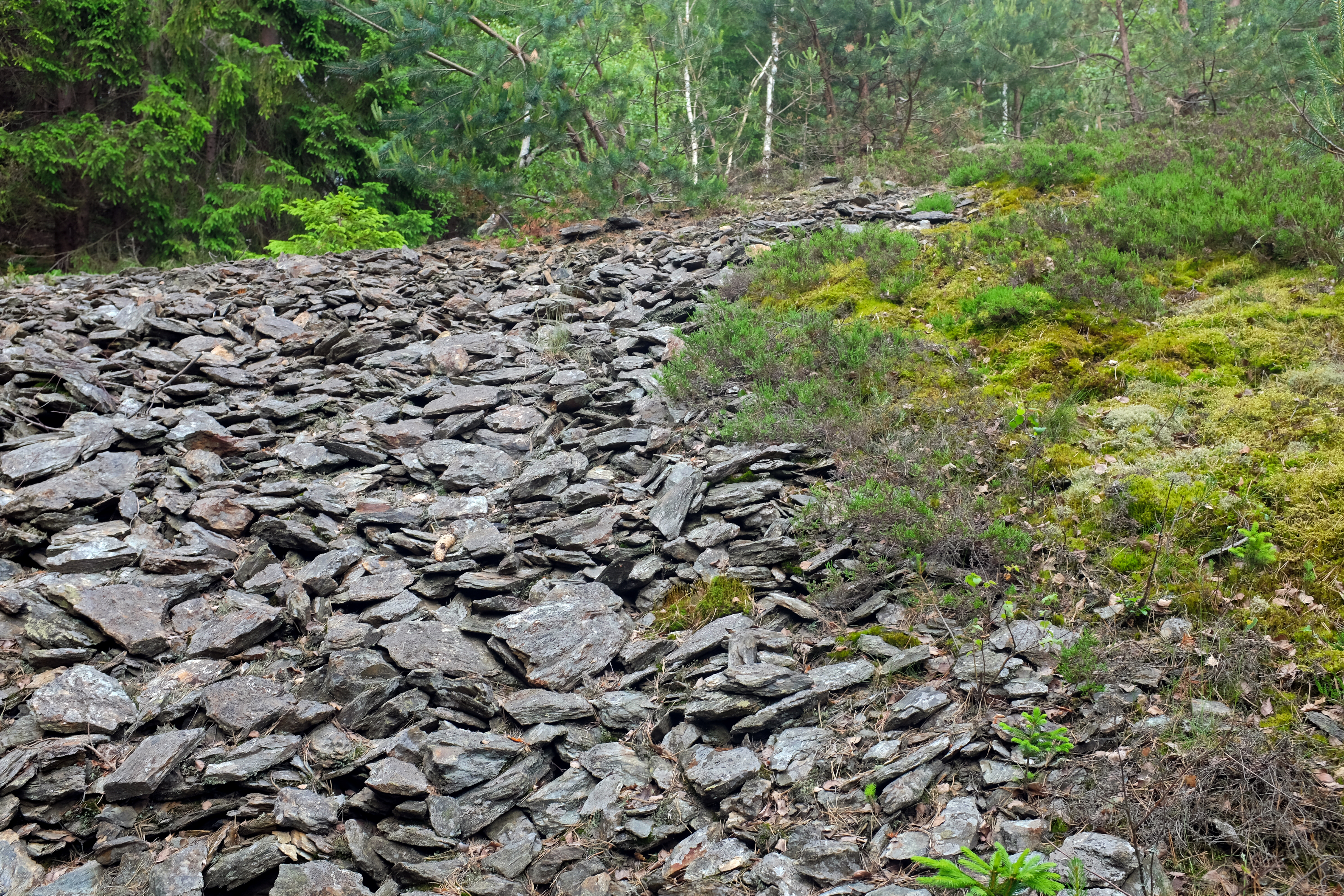
Odval pod Královskou štolou
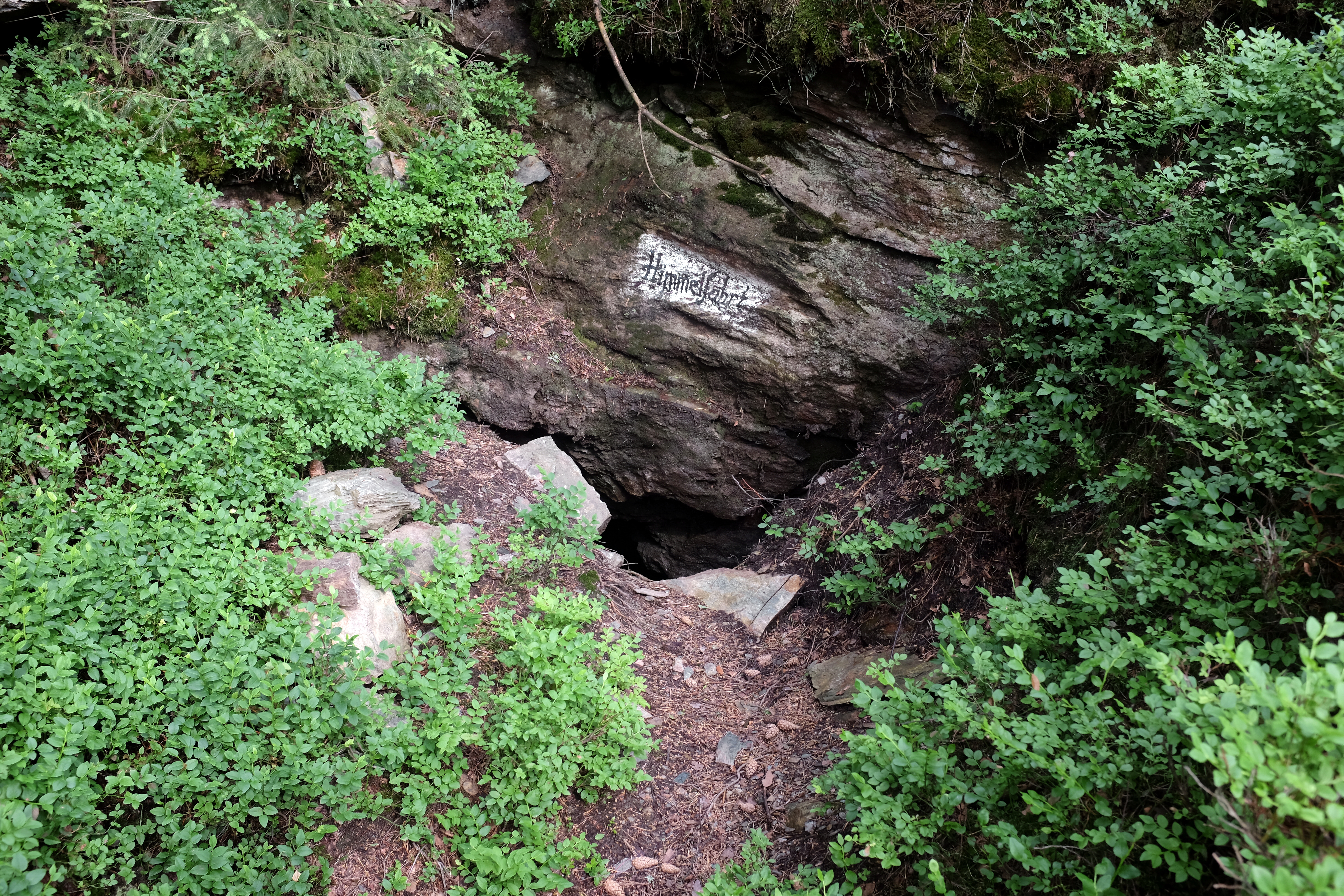
Ústí štoly Himmelfahrt
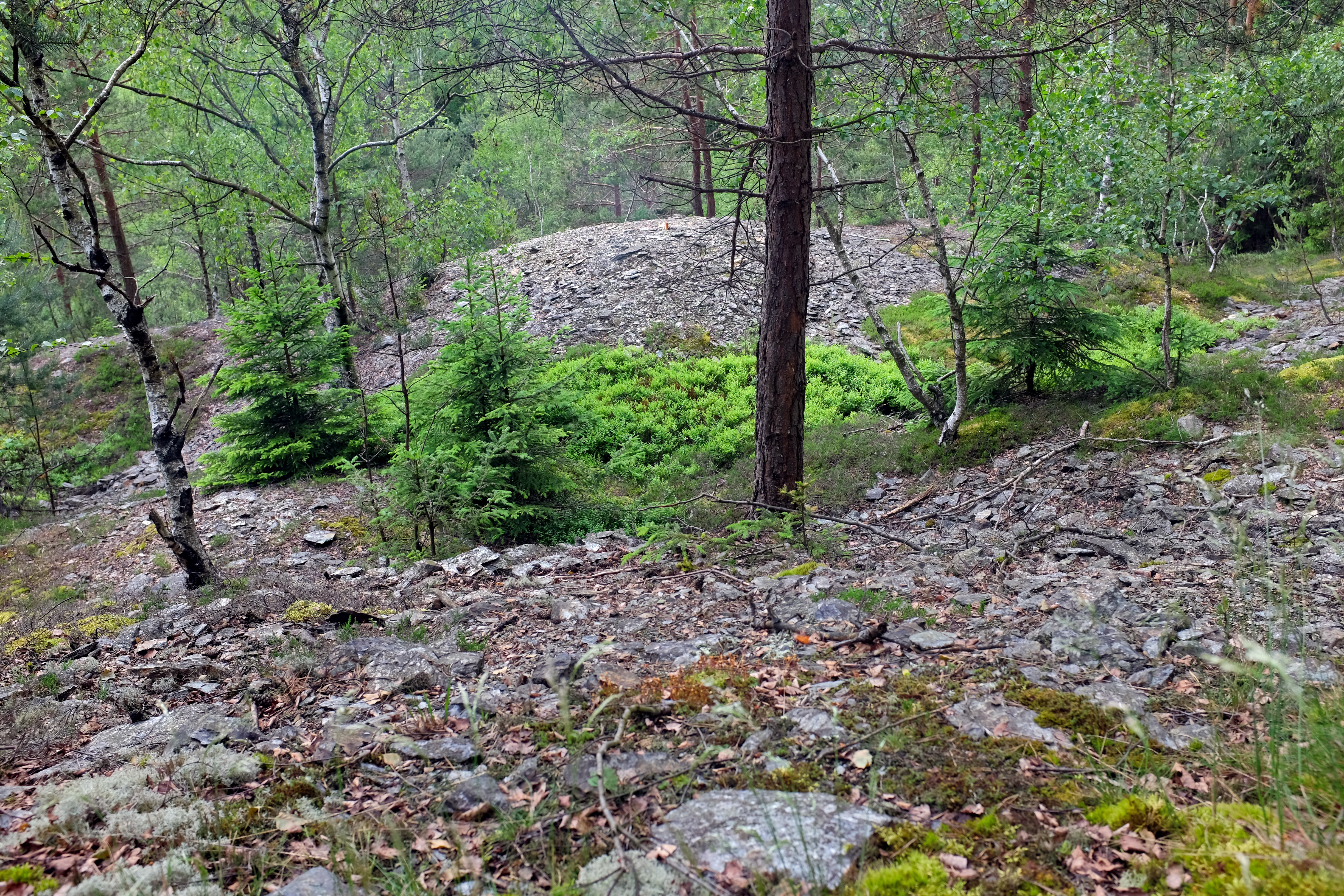
Odvaly pod štolou Himmelfahrt